# Syzygium peekelii
Syzygium peekelii är en myrtenväxtart som beskrevs av Friedrich Ludwig Diels. Syzygium peekelii ingår i släktet Syzygium och familjen myrtenväxter. Inga underarter finns listade i Catalogue of Life.